# Heinrich Christian Boie
Heinrich Christian Boie (eller Boje), född den 19 juli 1744 i Holstein, död den 3 mars 1806, var en tysk kritiker.
Boie, som blev danskt etatsråd, utgav 1770-75, under sin studietid i Göttingen, "Musenalmanach", ett organ för det vittra sällskapet "Hainbund", som medverkade till att göra den tyska skaldekonsten nationellare och friare från det franska regeltvånget. 
År 1776 upprättade Boie "Deutsches museum", vilket 1789-91 utkom under namn av "Neues deutsches Museum" och har ansetts som en av 1700-talets bästa tyska tidskrifter.